# Gobernación de Tubas
La gobernación de Tubas (en árabe: محافظة طوباس) es una de las dieciséis gobernaciones del Estado de Palestina, y una de las once ubicadas en Cisjordania, estando localizada en el noreste de este último territorio. Posee una superficie aproximada de 372 km², La capital provincial o muhfaza  es la ciudad de Tubas. En 2006, la población era de 48.128 personas. Limita al norte con Israel y al este con Jordania.

## Localidades
Hay 23 localidades ubicadas dentro de la jurisdicción de la gobernación.
| - Tubas - Aqqaba - Tammun | - Bardala - Ein al-Beida - Kardala - Ras al-Far'a - Tayasir - Wadi al-Far'a | - al-Bikai'a - Far'a |